# 히가시후쿠시마역
히가시후쿠시마역(일본어: 東福島駅)은 일본 후쿠시마현 후쿠시마시에 있는 동일본 여객철도 · 일본화물철도 도호쿠 본선의 역이다. 섬식 승강장 1면 2선 구조를 지닌지상역이다.

## 타는 곳
| 1 | ■ 도호쿠 본선 | (상행) | 후쿠시마 · 고리야마 · 구로이소 방면 |
| 2 | ■ 도호쿠 본선 | (하행) | 시로이시 · 이와누마 · 센다이 방면   |

## 이용 현황
| 연도   | 하루 평균 승차 인원 |
| 2000년 | 844                 |
| 2001년 | 821                 |
| 2002년 | 806                 |
| 2003년 | 857                 |
| 2004년 | 846                 |
| 2005년 | 864                 |
| 2006년 | 852                 |
| 2007년 | 841                 |
| 2008년 | 826                 |
| 2009년 | 779                 |
| 2010년 | 761                 |
| ------ | ------------------- |

## 역 주변
- 아부쿠마 급행 오로시마치 역 · 후쿠시마가쿠인마에 역
- 도요 고무 공업 후쿠시마 공장
- 후쿠시마가쿠인 대학 미야시로 캠퍼스

## 역사
- 1923년 10월 15일 : 국철 도호쿠 본선의세노우에역(일본어: 瀬上駅) 설치.
- 1978년 6월 1일 : 히가시후쿠시마역으로 개칭.
- 1987년 4월 1일 : 민영화에 의해, 동일본 여객철도로 이관.

## 인접 정차역
| 도호쿠 본선            | 도호쿠 본선   | 도호쿠 본선      |
| ---------------------- | ------------- | ---------------- |
| 후쿠시마 후쿠시마 방면 | ■ 도호쿠 본선 | 다테 센다이 방면 |